# Накануне (балет)
«Накануне» — балет И. И. Шварца в 3 актах (9 картинах) по одноимённому роману И. С. Тургенева. Балет был впервые поставлен 16 ноября 1960 года на сцене Ленинградского Малого театра (ныне Михайловский театр). Автор сценария А. А. Белинский, балетмейстер К. Ф. Боярский, художник Т. Г. Бруни, дирижёр Ю. Б. Богданов. Партию Елены в первой постановке исполнила — Л. Н. Сафронова, Инсарова — B. C. Зимин, Берсенева — Ю. П. Литвиненко, Шубина — Ю. В. Малахов, Зои — Г. В. Покрышкина.

## История создания
Идея создания балета по роману И. С. Тургенева «Накануне» появилась у А. А. Белинского во второй половине 1950-х годов. Белинского вдохновляло творчество Г. С. Улановой, и он решил, что она лучше всех сможет воплотить на сцене образ героини Тургенева. Написать музыку к балету он предложил молодому композитору И. И. Шварцу. После того как Шварц закончил своё произведение, Белинский дал его прослушать Улановой. Как вспоминал Белинский, Улановой балет понравился, и она согласилась в нём танцевать.
Решено было поставить балет на сцене Большого театра, и либреттист с композитором занялись выбором балетмейстера. Сначала выбор пал на Б. А. Фенстера, но его кандидатуру отклонила Уланова. Следующий кандидат, Л. В. Якобсон, был отвергнут главным балетмейстером Большого театра П. А. Гусевым. Третьим кандидатом стал В. А. Варковицкий. Получив одобрение Улановой, он приступил к работе над хореографией. По словам Белинского, он «любил широкое дыхание танца с большими прыжками и виртуозными вращениями». Однако вскоре руководство Большого театра приняло решение отказаться от постановки, несмотря на то что ранее одобрило либретто и музыку.
После неудачи с Большим театром Белинский обратился в Ленинградский Малый театр, где балетмейстером был выбран К. Ф. Боярский. Критики отговаривали Белинского с Боярским от постановки, аргументируя это тем, что роман «Накануне» — не подходящее для балета произведение. В частности, там мало событий и персонажей, сюжет во многом строится на эмоциях и переживаниях героев. Боярский же видел в этом плюсы. Он хотел воплотить в балете лиризм и поэтическую атмосферу романа Тургенева, а также передать образ русской девушки. Либретто Белинского строго следовало первоисточнику, убрано было лишь несколько второстепенных сцен. Основной темой балета стала история любви. В либретто вошли такие ключевые сцены как встреча Елены и Инсарова, признание в любви, болезнь Инсарова, отъезд героев за границу, смерть Инсарова. Вошла в балет и сцена пикника с пьяными немцами.
Спустя годы Белинский указывал на недостатки своего первоначального сценария, где им не были «найдены хореографические мотивировки взамен литературных». В том сценарии присутствовал ряд отступлений от романа. Например, Елена и Инсаров влюбляются друг в друга при первой же встрече, играют в горелки, а затем «скрываются от всего общества за кустами». За кустами же Инсаров демонстрирует шрам на груди от турецкой сабли. Подобное поведение героев противоречит нормам приличия того времени и является отступлением от романа. Шубин же, согласно этому сценарию, пел под гитару «пошловатый цыганский романс», а на пикнике пил «бокал за бокалом». Одной из сценарных находок являлся «наплыв»: изображение жизни Инсарова в Болгарии до приезда в Россию и его участие в войне с турками. Сцена смерти Инсарова была перенесена из гостиницы на венецианскую площадь, где проходил карнавал.
Боярский существенно переработал сценарий, стремясь передать дух произведения Тургенева. В его трактовке Инсаров стал более сдержанным, его движения — прямыми и резкими. Пластика Елены стала более мягкой. Шубин больше не играл на гитаре и не пил «бокал за бокалом»; его дурачества воплощались посредством виртуозных прыжков. Был добавлен ещё один «наплыв» в сцене болезненного бреда Инсарова, где появляется его мать и убивший её турок Ага. Эти «наплывы» композитор Л. А. Энтелис причислял к главным творческим победам балетмейстера.
Оформление, выполненное Т. Г. Бруни в реалистической манере, способствовало погружению в атмосферу оригинального романа. Женщины носили юбки с кринолином, мужчины — брюки, сюртуки и туфли.
Балетный педагог Т. И. Шмырова признавала сцену у часовни наиболее удачной: «Здесь и художник, и композитор, и балетмейстер нашли удивительно гармоничное и верное решение этой очень эмоциональной и яркой сцены».
10 января 1960 в Союзе советских композиторов состоялось обсуждение балета «Накануне», где были подвергнуты критике и балетмейстер, и художник, и сама идея постановки по этому роману Тургенева. Меньше всего критики было в адрес музыки. Все критики упрекали авторов в том, что балет был поставлен не на советскую тему.
Однако балет пользовался успехом, он находился в репертуаре театра три года. После этого, по воспоминаниям Боярского, спектакль был снят со сцены по его просьбе. Он хотел провести его переработку, однако сделать это помешал художественный руководитель балетной труппы И. Д. Бельский.